# Список вертолётов
Это список моделей вертолётов, отсортированный в алфавитном порядке по названию, именование моделей начинается с названия производителя (в некоторых случаях конструктора). Если та или иная модель известна под несколькими именами, список включает все имена, что упрощает поиск.
Список не полон с точки зрения включения всевозможных вариантов и подтипов вертолётов (правило, определяющее, что является отдельной моделью, а что подтипом может отличаться для разных производителей).
Для уменьшения размера статьи список разбит на подстатьи:
- A-Z
- А-Я